# Seznam jezer v Sloveniji
Seznam jezer v Sloveniji. Seznam vsebuje 321 jezer.
| Jezero                                                   | Lega                                                                  | Nadmorska višina     | Površina          | Največja globina | Opombe                                                                  |
| -------------------------------------------------------- | --------------------------------------------------------------------- | -------------------- | ----------------- | ---------------- | ----------------------------------------------------------------------- |
| Ajbsko jezero                                            | Ajba                                                                  | 146 m                | 30 ha             | 12 m             | akumulacijsko jezero na Soči                                            |
| Akumulacijsko jezero Avče                                | Avče                                                                  |                      |                   |                  | umetna akumulacija črpalne HE Avče                                      |
| Bačko jezero                                             | Bač                                                                   | 587 m                | 1 ha              | 2 m              | Pivško presihajoče jezero                                               |
| Bakovska jezera                                          | Bakovci                                                               | 187 m                | 12 ha             | 7 m              | 7 jezer                                                                 |
| Barje Jezerc                                             | Zaplana                                                               | 476 m                | 0,15 ha (15 arov) | 0,5 m            | mokrišče/barje                                                          |
| Besnica                                                  | Bunčani                                                               | 185 m                | 28 ha             | 2 m              | rečna mrtvica, dolžina 8 km                                             |
| Betnavski ribnik                                         | dvorec Betnava                                                        | 270 m                | 0,5 ha (50 arov)  | 13 m             |                                                                         |
| Biba jezero                                              | Menina planina                                                        | 1.380 m              | 0,23 ha (23 arov) | 15 m             |                                                                         |
| Bičko jezero                                             | Bič                                                                   | 310 m                | 1 ha              | 15 m             |                                                                         |
| Biljenski ribnik                                         | Bilje, Miren                                                          | 50 m                 | 1 ha              | 2 m              |                                                                         |
| Bistriški ribnik                                         | Bistra                                                                | 295 m                | 0,23 ha (23 arov) | 1 m              | umrtni ribnik/zajezen                                                   |
| Blaguško jezero                                          | Blaguš                                                                | 230 m                | 12 ha             | 15 m             | zajezeni potok Blaguš                                                   |
| Blaško jezero                                            | Blato                                                                 | 316 m                | 1 ha              | 3 m              |                                                                         |
| Blejsko jezero                                           | Bled                                                                  | 475 m                | 147 ha            | 30,6 m           | ledeniško jezero                                                        |
| Bloško jezero                                            | Volčje                                                                | 748 m                | 1 ha              | 2 m              | umetno                                                                  |
| Bobovška jezera                                          | Kokrica                                                               | 410 m                | 4,5 ha            | 13 m             | 3 jezera                                                                |
| Bohinjsko jezero                                         | Bohinj                                                                | 525 m                | 318 ha            | 45 m             | ledeniško jezero                                                        |
| Bojško visoko barje                                      | Bojtina                                                               | 713 m                | 0,1 ha (10 arov)  | 0,5 m            | mokrišče/barje                                                          |
| Boletinski ribnik                                        | Boletina                                                              | 340 m                | 0,35 ha           | 1,5 m            |                                                                         |
| Boreško jezero                                           | Boreci                                                                | 185 m                | 0,7 ha (70 arov)  | 3 m              |                                                                         |
| Borški bajer                                             | Boršt                                                                 | 150 m                | 6 ha              | 4 m              |                                                                         |
| Boštanjski ribnik                                        | Boštanj                                                               | 210 m                | 0,64 ha (64 arov) | 1,8 m            |                                                                         |
| Braslovško jezero                                        | Braslovče                                                             | 300 m                | 4,5 ha            | 3,5 m            |                                                                         |
| Brezenski ribniki                                        | Brezje pri Poljčanah                                                  | 300 m                | 1 ha              | 1,3 m            |                                                                         |
| Brezenški ribnik                                         | Brezni Vrh na Kozjaku                                                 | 660 m                | 0,4 ha (40 arov)  | 1,5 m            |                                                                         |
| Brezinški bajerji                                        | Brezina                                                               | 155 m                | 6 ha              | 8 m              |                                                                         |
| Brezoviško jezero                                        | Dolenja Brezovica                                                     | 365 m                | 0,4 ha (40 arov)  | 1 m              |                                                                         |
| Brnca (?)                                                | Moškanjci                                                             | 215 m                | 0,1 ha (10 arov)  | 0,5 m            |                                                                         |
| Bukoveljsko jezero                                       | Bukovlje                                                              | 470 m                | 2 ha              | 2 m              |                                                                         |
| Bukovniško jezero                                        | Bukovnica                                                             | 210 m                | 7 ha              | 3 m              | umetno zajezeno                                                         |
| Bunčansko jezero                                         | Bunčani                                                               | 185 m                | 2 ha              | 3 m              |                                                                         |
| Cerkniško jezero                                         | Cerknica                                                              | 563 m                | 2.500 ha*         | 10,2 m           | (največje evropsko) presihajoče jezero                                  |
| Čadraški ribnik                                          | Čadraže                                                               | 157 m                | 0,8 ha (80 arov)  | 1,6 m            |                                                                         |
| Čateško jezero                                           | Čatež                                                                 | 170 m                | 2 ha              | 8 m              |                                                                         |
| Črenšovski ribnik                                        | Črenšovci                                                             | 171 m                | 0,25 ha (25 arov) | 6 m              |                                                                         |
| Črna mlaka                                               | Šratovci                                                              | 207 m                | 2 ha              | 4 m              |                                                                         |
| Črnava (jezero)                                          | Preddvor                                                              | 478 m                | 1 ha              | 5 m              | umetno                                                                  |
| Črno jezero                                              | Komarča                                                               | 1.319 m              | 2,5 ha            | 6 m              | Triglavska jezera                                                       |
| Črno jezero, Pohorje                                     | Osankarica                                                            | 1.199 m              | 1,2 ha            | 2,8 m            |                                                                         |
| Črnopotoški ribnik                                       | Črni Potok                                                            | 470 m                | 0,2 ha            | 1,5 m            |                                                                         |
| Črnuški bajer                                            | Črnuče (Ljubljana)                                                    |                      |                   |                  |                                                                         |
| Čukov bajer                                              | Gora pri Komendi                                                      |                      |                   |                  |                                                                         |
| Dežno jezero                                             | Sv. Trojica v Slovenskih goricah                                      | 230 m                | 7,9 ha            | 8 m              | akumulacijsko jezero                                                    |
| Divje jezero                                             | Idrija                                                                | 595 m                | 0,23 ha           | 15 m             | kraško sifonsko j. (vokliški izvir)                                     |
| Doblarsko jezero                                         | Doblar                                                                | 167 m                | 42 ha             | 32 m             | akumulacijsko jezero na Soči                                            |
| Dobličko jezero                                          | Dobliče                                                               | 153 m                | 0,14 ha           | 10 m             |                                                                         |
| Dobrenski ribniki                                        | Spodnje Dobrenje                                                      | 290 m                | 1 ha              | 1,5 m            |                                                                         |
| Dobriški ribnik                                          | Dobriška vas                                                          | 250 m                | 0,8 ha            | 2 m              |                                                                         |
| Dobrovniška jezera                                       | Dobrovnik                                                             | 174 m                | 3,4 ha            | 4 m              |                                                                         |
| Dokležovsko jezero                                       | Dokležovje                                                            | 184 m                | 9 ha              | 16 m             |                                                                         |
| Dolenjsko jezero                                         | Dolenci                                                               | 290 m                | 5,2 ha            | 3 m              |                                                                         |
| Dornavski ribnik                                         | Dornava                                                               | 217 m                | 0,55 ha           | 2 m              |                                                                         |
| Doropoljski ribnik                                       | Doropolje                                                             | 590 m                | 0,4 ha            | 1,5 m            |                                                                         |
| Drameljski ribnik                                        | Dramlje                                                               | 316 m                | 0,26 ha           | 1,2 m            |                                                                         |
| Dravinjska mrtvica                                       | Šturmovec                                                             | 216 m                | 1,2 ha            | 1 m              |                                                                         |
| Dravinjsko jezero                                        | Zgornja Pristava                                                      | 294 m                | 2,5 ha            | 2,2 m            |                                                                         |
| Dravograjsko jezero                                      | Dravograd                                                             | 362 m                | 35 ha             | 6 m              | akumulacijsko jezero                                                    |
| Drenovsko jezero                                         | Drenovec pri Leskovcu                                                 | 230 m                | 1,1 ha            | 2 m              |                                                                         |
| Drtijsko jezero                                          | Moravče                                                               | 380 m                | 5,1 ha            | 20 m             | tehnološki industrijski bazen/zajezen                                   |
| Druškovičev ribnik                                       | Prebold                                                               | 279 m                | 0,1 ha            | 4 m              |                                                                         |
| Družmirsko ali Šoštanjsko jezero                         | Družmirje                                                             | 375 m                | 72 ha             | 87m              | rudarsko jezero, še vedno se intezivno širi                             |
| Dupeljsko jezero                                         | Planina Duplje pod Krnom                                              | ~1354/1370? m        | 4,4 ha            | 3,6 m            | visokogorsko jezero (malo Krnsko j.)                                    |
| Dupleški ribniki                                         | Zgornji Duplek                                                        | 255 m                | 3,2 ha            | 7 m              |                                                                         |
| Erikov ribnik                                            | Logatec                                                               | 476 m                | 0,4 ha            | 2 m              |                                                                         |
| Falski ribnik                                            | Pohorje                                                               |                      |                   |                  |                                                                         |
| Falško jezero                                            | Fala                                                                  | 290 m                | 90 ha             | 14 m             | akumulacijsko jezero na Dravi                                           |
| Farovški ribnik                                          | Farovec                                                               | 260 m                | 70 ha             | 2 m              |                                                                         |
| Fiesa (jezeri)                                           | Strunjan                                                              | 10 m                 | 2 ha              | 9 m              |                                                                         |
| Framska ribnika                                          | Fram                                                                  | 320 m                | 2,2 ha            | 10 m             |                                                                         |
| Gabrijelski ribnik                                       | Gabrijele                                                             | 300 m                | 0,4 ha            | 1,5 m            |                                                                         |
| Gabrniško jezero                                         | Gabrnik                                                               | 222 m                | 0,6 ha            | 1 m              |                                                                         |
| Gajševsko jezero                                         | Gajševci                                                              | 206 m                | 64 ha             | 10 m             | akumulacijsko/umetno                                                    |
| Galunov ribnik                                           | Prvenci                                                               | 219 m                | 2 ha              | 3 m              |                                                                         |
| Gezovi ribniki                                           | Mota                                                                  | 178 m                | 3,5 ha            | 5 m              |                                                                         |
| Godoviški bajer                                          | Godovič                                                               | 595 m                | 0,2 ha            | 1,5 m            |                                                                         |
| Goriški ribnik                                           | Gorica pri Šmartnem                                                   | 280 m                | 0,26 ha           | 1,5 m            |                                                                         |
| Goriški ribniki                                          | Goričica                                                              | 270 m                | 8 ha              | 4 m              |                                                                         |
| Gornji kal                                               | Hrast pri Vinici                                                      | 225 m                | 0,26 ha           | 3 m              |                                                                         |
| Graba Noršinci                                           | Noršinci pri Ljutomeru                                                |                      |                   |                  |                                                                         |
| Gracarjev ribnik                                         | Gracarjev turn                                                        | 245 m                | 0,16 ha           | 2,5 m            |                                                                         |
| Gradiško jezero                                          | Gradišče pri Lukovici                                                 | 245 m                | 24,7 ha           | 5,5 m            | zadrževalnik                                                            |
| Grajevniški ribniki                                      | Zgornja Gorica                                                        | 262 m                | 2 ha              | 2 m              |                                                                         |
| Graški ribnik                                            | Grad, Grad                                                            | 271 m                | 0,27 ha           | 2 m              |                                                                         |
| Hoški ribniki                                            | Spodnje Hoče                                                          | 278 m                | 3 ha              | 2 m              | umetni                                                                  |
| Hotinska ribnika                                         | Hotinja                                                               | 264 m                | 1,8 ha            | 5 m              |                                                                         |
| Hotiško jezero                                           | Hotiza                                                                | 165 m                | 4 ha              | več kot 3 m      | mrtvica reke Mure                                                       |
| Hrastovški ribnik                                        | Hrastovec                                                             | 260 m                | 1,3 ha            | 2,5 m            |                                                                         |
| Hraščanski-Motarski ribniki                              | Hrastje-Mota                                                          | 196 m                | 3 ha              | 4 m              |                                                                         |
| Hraški bajer                                             | Hraše                                                                 | 350 m                | 0,6 ha            | 1 m              |                                                                         |
| Hrgov ribnik                                             | Zgornja Šturmovica                                                    | 216 m                | 0,16 ha           | 1,5 m            |                                                                         |
| Iršičev ribnik                                           | Levič                                                                 | 307 m                | 0,45 ha           | 1,4 m            |                                                                         |
| Ivanjsko jezero                                          | Ivanci                                                                | 180 m                | 20 ha             | 22 m             |                                                                         |
| Ivarčko jezero                                           | Kotlje                                                                | 550/645? m           | 1,2 ha            | 5 m              | umetno; najnižje ležeče alpsko jezero v Sloveniji                       |
| Jamska jezera v Planinski jami                           | Planinska jama                                                        | 590 m                | 1 ha              | 30 m             | podzemska/jamska                                                        |
| Janežovski ribniki                                       | Janežovci                                                             | 255 m                | 4,5 ha            | 6 m              |                                                                         |
| Jezero Jasna (2?)                                        | Kranjska Gora                                                         | 809 m                | 2,5 ha            | 4 m              |                                                                         |
| Javorniško jezero                                        | Javorniški Rovt                                                       | 980 m                | 1,5 ha            | 4 m              |                                                                         |
| Javorniško-rovtarska jezera                              | Jesenice                                                              | 980 m                | 0,5 ha            | 1,5 m            |                                                                         |
| Jeredovce                                                | Žeje                                                                  | 535 m                | 1 ha              | 3 m              | Pivško presihajoče jezero                                               |
| Jezera na golfišču Atomske toplice Podčetrtek - Olimje   | Podčetrtek                                                            | 211 m                | 1,5 ha            | 2,5 m            |                                                                         |
| Jezera na golfišču Bled                                  | Bled                                                                  | 504 m                | 0,15 ha           | 3 m              |                                                                         |
| Jezera na golfišču Ljubljana                             | Ljubljana, Vič                                                        |                      |                   |                  |                                                                         |
| Jezera na golfišču Ptuj                                  | Ptuj                                                                  | 224 m                | 3,2 ha            | 6 m              |                                                                         |
| Jezera na golfišču Zlati grič                            | Slovenske Konjice                                                     | 322 m                | 1 ha              | 2 m              |                                                                         |
| Jezera na golfišču Volčji potok                          | Volčji Potok                                                          | 352 m                | 1 ha              | 2 m              | umetni ribniki na Volčjem potoku                                        |
| Jezera v parku gradu Brdo                                | grad Brdo pri Kranju                                                  | 420 m                | 9 ha              | 3 m              |                                                                         |
| Jezerca na Slemenu                                       | Sleme, Vršič                                                          | 1.807 m              | 0,05 ha           | 0,5 m            |                                                                         |
| Jezero na planini Jezero                                 | Planina Jezero                                                        | 1.435 m              | 1,4 ha            | 15 m             |                                                                         |
| Jezero na Velikem Zvohu                                  | Zvoh (Krvavec)                                                        | 1.971 m              | 0,32 ha           | 15 m             |                                                                         |
| Jezero Pristava pri Mengšu                               | Pristava (Mengeš)                                                     |                      |                   |                  |                                                                         |
| Jezero v Reštanju                                        | Reštanj                                                               |                      |                   |                  |                                                                         |
| Hotiško jezero (Jula Marof)                              | Hotiza                                                                | 165 m                | 4 ha              | 3 m              | mrtvica Mure                                                            |
| Juršinski ribniki                                        | Juršinci                                                              | 235 m                | 0,65 ha           | 1,8 m            | trije ribniki                                                           |
| Kali na Komenskem krasu in kraški Istri                  |                                                                       |                      | 0,03 ha           | 1 m              |                                                                         |
| Kali v Beli krajini                                      | Bela krajina                                                          |                      | 0,03 ha           | 0,5 m            |                                                                         |
| Kalsko jezero                                            | Zagorje, Pivka                                                        | 565 m                | 5 ha              | 1 m              | Pivško presihajoče jezero                                               |
| Kamniško bistriško jezero                                | Kamniška Bistrica                                                     | 560 m                | 0,15 ha           | 2 m              | izvir Kamniške Bistrice                                                 |
| Kapelski ribnik                                          | Spodnja Kapla                                                         | 760 m                | 0,90 ha           | 2 m              |                                                                         |
| Karlški ribnik                                           | Karlče                                                                | 160 m                | 2 ha              | 2 m              |                                                                         |
| Kersnikov ribnik                                         | Brdo pri Lukovici                                                     | 382 m                | 0,1 ha            | 3 m              |                                                                         |
| Kicarski ribnik                                          | Kicar                                                                 | 280 m                | 1 ha              | 3,6 m            |                                                                         |
| Klenško jezero                                           | Klenik                                                                | 545 m                | 0,9 ha            | 1 m              |                                                                         |
| Klivniško jezero (Klivnik)                               | Tominje                                                               | 460 m                | 35 ha             | 14 m             |                                                                         |
| Kobariško blato                                          | Kobarid                                                               | 234 m                | 1 ha              | 0,5 m            |                                                                         |
| Kočevsko jezero glej Rudniško jezero                     |                                                                       |                      |                   |                  |                                                                         |
| Kočevskoreško jezero, tudi samo Reško jezero             | Kočevska Reka                                                         | 560 m                | 17,5 ha/20ha      | 5 m              | umetno zajezeno/akumulacijsko j./zadrževalnik?                          |
| Komarniško jezero                                        | dolina Pesnice                                                        | 250 m                | 30 ha             | 3 m              | umetno jezero - ribnik                                                  |
| Koseški bajer (Martinek bajer)                           | Koseze, Ljubljana                                                     | 298 m                | 3,8 ha            | 3 m              | umetno jezero - glinokop                                                |
| Koški ribniki                                            | Kot, Pohorje                                                          | 980 m                | 0,49 ha           | 1,5 m            |                                                                         |
| Krapenski bajer                                          | Krapje                                                                | 178 m                | 5 ha              | 6 m              |                                                                         |
| Kreda (jezero)                                           | v dolini Radovne                                                      |                      | 87,4 ha           |                  | umetno jezero - bivši kop krede                                         |
| Kriška jezera: Zgornje, Srednje in Spodnje Kriško jezero | Kriški podi                                                           | 1880, 1939 in 2154 m | 1,9 ha            | 9,6 m            | Zgornje Kriško jezero je najvišje ležeče slovensko jezero               |
| Kriški ribnik                                            | Križ, Kamnik                                                          | 355 m                | 0,6 ha            | 2,2 m            |                                                                         |
| Križevska jezera                                         | Satahovci                                                             | 190 m                | 9 ha              | 4 m              |                                                                         |
| Križevski ribnik                                         | Križevci                                                              | 320 m                | 2 ha              | 2 m              |                                                                         |
| Krmeljska ribnika                                        | Krmelj                                                                | 253 m                | 1,2 ha            | 4 m              |                                                                         |
| Krnsko jezero (Veliko jezero; Jezero na Polju)           | Krn                                                                   | 1394 m               | 5,9 ha            | 18 m             | ledeniško/kraško in največje slovensko visokogorsko jezero              |
| Kroško jezero                                            | Krog (naselje)                                                        | 195 m                | 5 ha              | 6 m              |                                                                         |
| Krtinski ribnik                                          | Krtina                                                                | 325 m                | 1 ha              | 2 m              |                                                                         |
| Krupensko jezero                                         | Semič                                                                 | 160 m                | 0,07 ha           | 3 m              |                                                                         |
| Krvava lokev                                             | Kalce (planota)                                                       | 1.696 m              | 0,2 ha            | 1,5 m            |                                                                         |
| Lahoviški ribnik                                         | Lahovč                                                                | 354 m                | 0,6 ha            | 2,5 m            |                                                                         |
| Laneno jezero                                            | grad Kalc                                                             | 560 m                | 0,4 ha            | 5 m              |                                                                         |
| Ledavsko jezero (imenovano tudi Kraško jezero)           | Krašči, Ropoča                                                        | 235 m                | 130 ha            | 6 m              | akumulacijsko/zadrževalnik na Ledavi                                    |
| Ledeno jezero                                            | Ledena jama, Kočevje                                                  | 880 m                | 0,06 ha           | 45 m             | jamsko?                                                                 |
| Lipovsko jezero                                          | Lipovci                                                               | 181 m                | 3 ha              | 5 m              |                                                                         |
| Lipovški ribnik                                          | Lipovec, Škofja Loka                                                  | 265 m                | 0,8 ha            | 1,6 m            |                                                                         |
| Ljubljansko barje                                        | Borovnica, Brezovica, Ljubljana, Ig, Log-Dragomer, Škofljica, Vrhnika | 284 m                | 8.000 ha          | 4 m              | mokrišče/barje                                                          |
| Ljutomerski ribniki                                      | Ljutomer                                                              |                      | 2 ha?             |                  | umetni                                                                  |
| Logaški ribnik                                           | Logatec                                                               | 476 m                | 0,25 ha           | 4 m              |                                                                         |
| Lokovinski ribniki                                       | Lokovina                                                              | 440 m                | 1 ha              | 1,6 m            |                                                                         |
| Lokve na Golteh                                          | Golte                                                                 | 1.400 m              | 0,06 ha           | 1 m              |                                                                         |
| Lokve na Menini planini                                  | Menina planina                                                        | 1.450 m              | 6 ha              | 1 m              |                                                                         |
| Lokve na Veliki planini                                  | Velika planina                                                        | 1.560 m              | 0,1 ha            | 1 m              |                                                                         |
| Lomsko jezero                                            | Lom pod Storžičem                                                     | 512 m                | 0,23 ha           | 14 m             |                                                                         |
| Lovrenška jezera /Šentlovrenško jezerje                  | Pohorje/Lovrenško barje                                               | 1.515 m              | 2,8 ha            | 1 m              | jezerca in barjanska okna na Pohorskem šotišču                          |
| Lutverški ribnik                                         | Lutverci                                                              | 213 m                | 1,5 ha            | 3 m              |                                                                         |
| Maharovški ribnik                                        | Dolenji Maharovec                                                     | 173 m                | 0,19 ha           | 1 m              |                                                                         |
| Majšperski ribnik                                        | Majšperk                                                              | 245 m                | 0,5 ha            | 1,2 m            |                                                                         |
| Mali Plac                                                | Bevke                                                                 | 295 m                | 2 ha              | 0,5 m            | umetno jezero na mokrišču/barje                                         |
| Malo Drskovško jezero                                    | Drskovče                                                              | 561 m                | 4 ha              | 1 m              | Pivško presihajoče jezero                                               |
| Malovaški tolmun                                         | Mala vas, Ptuj                                                        | 207 m                | 0,14 ha           | 3 m              |                                                                         |
| Mariborsko jezero (Brestrniško jezero)                   | Maribor                                                               | 279 m                | 239 ha            | 14,5 m           | akumulacijsko jezero na Dravi                                           |
| Martinekovi tumfi                                        | Pobrežje                                                              | 223 m                | 0,6 ha            | 2,8 m            |                                                                         |
| Sestrško jezero                                          | Medvedce                                                              | 254 m                | 150 ha            | 4 m              |                                                                         |
| Meleško jezero                                           | Mele                                                                  | 207 m                | 0,5 ha            | 3 m              |                                                                         |
| Mengeški bajer                                           | Mengeš                                                                | 320 m                | 2,4 ha            | 14 m             |                                                                         |
| Miklavški ribniki                                        | Miklavž na Dravskem polju                                             | 260 m                | 0,8 ha            | 2,5 m            |                                                                         |
| Mirenski ribniki                                         | Mirnska dolina                                                        | 250 m                | 1,2 ha            | 2,5 m            |                                                                         |
| Mlačanski ribniki                                        | Loče pri Poljčanah                                                    | 295 m                | 1,5 ha            | 1,6 m            |                                                                         |
| Mlačevski ribnik                                         | Malo Mlačevo                                                          | 334 m                | 1,5 ha            | 1,8 m            |                                                                         |
| Mokriško jezero                                          | golfišče Mokrice                                                      | 148 m                | 0,5 ha            | 2 m              |                                                                         |
| Mola (jezero)                                            | Harije                                                                | 450 m                | 68 ha             | 12 m             | akumulacijsko/zajezitveno                                               |
| Moravsko jezero                                          | golfišče Moravske Toplice                                             | 192 m                | 1,1 ha            | 3 m              | umetno ?                                                                |
| Moščansko jezero                                         | Moste, Jesenice                                                       | 565 m                | 69 ha             | 50 m             | akumulacijsko (zajezeno) jezero na Savi                                 |
| Mrzlopoljanski ribniki                                   | Mrzlo Polje                                                           | 414 m                | 0,46 ha           | 1,5 m            |                                                                         |
| Murskopetrovsko jezero                                   | Murski Petrovci                                                       | 200 m                | 6,7 ha            | 6 m              |                                                                         |
| Muški/Mučki ribnik                                       | Muško/Mučko polje                                                     | 360 m                | 1,1 ha            | 1,8 m            |                                                                         |
| Negovsko jezero                                          | Negova                                                                | 280 m                | 7,2 ha            | 4 m              |                                                                         |
| Obreški ribnik                                           | Obrež                                                                 | 195 m                | 0,32 ha           | 1,5 m            |                                                                         |
| Obrežanski ribnik                                        | Veliki Obrež                                                          | 160 m                | 1,5 ha            | 2 m              |                                                                         |
| Obrško jezero                                            | Obrh                                                                  | 190 m                | 0,05 ha           | 20 m             |                                                                         |
| Olimsko jezero                                           | Sopote                                                                | 265 m                | 0,19 ha           |                  |                                                                         |
| Ribniki Opekarna                                         | Verd                                                                  | 298 m                | 2,4 ha            | 4,5 m            | skupina petih ribnikov na Ljubljanskem barju                            |
| Oreško jezero                                            | Ptuj                                                                  | 240 m                | 1,3 ha            | 8 m              |                                                                         |
| Orlovšček                                                | Dolnja Bistrica                                                       | 170 m                | 2 ha              | 1 m              |                                                                         |
| Ormoški ribnik                                           | Ormož                                                                 | 213 m                | 0,7 ha            | 4,5 m            |                                                                         |
| Ormoško jezero                                           | Ormož                                                                 | 213 m                | 150 ha            | 9 m              | akumulacijsko jezero na Dravi (na meji med Slovenijo in Hrvaško)        |
| Ošlanski ribniki                                         | Ošelj                                                                 | 750 m                | 0,9 ha            | 2 m              |                                                                         |
| Ožbaltsko jezero                                         | Ožbalt na Dravi                                                       | 306 m                | 154 ha            | 25 m             |                                                                         |
| Palško jezero                                            | Palčje pri Pivki                                                      | 602 m                | 125 ha            | 15 m             | Pivško presihajoče jezero                                               |
| Parsko jezero                                            | Parje                                                                 | 542 m                | 4 ha              | 2 m              |                                                                         |
| Partovski ribnik                                         | Dobrova, Dravinjske gorice                                            | 315 m                | 1,1 ha            | 1,5 m            |                                                                         |
| Pečanski ribnik (Ribnik Pečke)                           | Pečke                                                                 | 270 m                | 1,5 ha            | 2 m              |                                                                         |
| periodična jezera v Križni jami                          | Križna jama                                                           | 590 m                | 1 ha              | 3 m              | podzemska                                                               |
| Perniško jezero                                          | Pernica                                                               | 260 m                | 203 ha            | 4,5 m            | akumulacijsko/zadrževalnik na Pernici                                   |
| Petanjski ribniki                                        | Petanjci                                                              | 197 m                | 3,5 ha            | 4 m              |                                                                         |
| Petelinjski ribniki                                      | Petelinjek                                                            | 330 m                | 3,5 ha            | 2,5 m            |                                                                         |
| Petelinjski ribnik                                       | Vojnik                                                                | 270 m                | 0,6 ha            | 1,5 m            |                                                                         |
| Petelinjsko jezero                                       | Pivška dolina                                                         | 567 m                | 55 ha             | 14 m             | Pivško presihajoče jezero                                               |
| Petišovski ribnik                                        | Petišovci                                                             | 159 m                | 2,2 ha            | 9 m              |                                                                         |
| Petišovsko jezero                                        | Petišovci                                                             | 1 m                  |                   | 1,5 m            | poplavljena gramoznica                                                  |
| Phliški bajer                                            | Šinkov Turn                                                           | 357 m                | 1,5 ha            | 1,3 m            |                                                                         |
| Piršenski ribnik                                         | Piršenberg                                                            | 219 m                | 0,87 ha           | 1,5 m            |                                                                         |
| Planinsko jezero/Planinsko polje                         | Planina                                                               | 466 m                | ~100 ha           | 12 m             | občasno (presihajoče) jezero                                            |
| Planšarsko jezero                                        | Zgornje Jezersko                                                      | 880 m                | 2 ha              | 4 m              | umetno                                                                  |
| gramoznica Pleterje                                      | Pleterje, Kidričevo                                                   |                      |                   |                  |                                                                         |
| Plužensko jezero                                         | Plužna                                                                | 448 m                | 0,55 ha           | 4 m              |                                                                         |
| Podgrajski ribniki                                       | Podgradje                                                             | 190 m                | 7,2 ha            | 2 m              |                                                                         |
| Podhomsko nizko barje                                    | Podhom                                                                | 553 m                | 1 ha              | 0,5 m            | mokrišče/barje                                                          |
| Podkrajanski ribnik                                      | Podkraj pri Mežici                                                    | 700 m                | 0,25 ha           | 1,5 m            |                                                                         |
| Podpeško jezero                                          | Jezero, Podpeč                                                        | 298 m                | 1,2 ha            | 26 m*            | kraško jezero na robu Ljubljanskega barja (* sifon je izmerjen do 51 m) |
| Podvinski ribnik                                         | Podvin                                                                | 300 m                | 1 ha              | 2,5 m            |                                                                         |
| Podvinški ribnik                                         | Podvinci                                                              | 227 m                | 14,3 ha           | 1,3 m            |                                                                         |
| Pokljuška barjanska jezera                               | Mrzli Studenec                                                        | 1.300 m              | 0,05 ha           | 0,5 m            | mokrišče/barje                                                          |
| Požeško jezero (Akumulacija Požeg)                       | Požeg/Krajinski park Rački ribniki - Požeg                            |                      |                   |                  | akumulacijsko/zadrževalnik?                                             |
| Pragerski ribniki                                        | Pragersko                                                             | 251 m                | 20 ha             | 9 m              |                                                                         |
| Preboldski ribnik                                        | Prebold                                                               | 279 m                | 0,6 ha            | 3,8 m            |                                                                         |
| Premošev ribnik                                          | Turnišče                                                              | 172 m                | 0,50 ha           | 3 m              |                                                                         |
| Prevojski ribniki                                        | Prevoje pri Šentvidu                                                  | 332 m                | 2 ha              | 2,5 m            |                                                                         |
| Prilipski ribnik                                         | Prilipe                                                               | 185 m                | 2,4 ha            | 2,6 m            |                                                                         |
| Prilipsko jezero (mrtvica)                               | Čatež ob Savi                                                         | 185 m                | 3 ha              | 3 m              |                                                                         |
| Priloški ribnik                                          | Prilozje                                                              | 160 m                | 0,9 ha            | 2,2 m            |                                                                         |
| Pristavski ribnik                                        | Zgornja Pristava                                                      | 235 m                | 2,6 ha            |                  |                                                                         |
| Pristavsko jezero (Šikerjev ribnik)                      | Močna                                                                 | 280 m                | 31 ha             | 3 m              | umetno/zadrževalnik?                                                    |
| Proseniški ribnik                                        | Proseniško                                                            | 270 m                | 0,4 ha            | 1 m              |                                                                         |
| Ptujski ribnik                                           | Ptuj                                                                  | 224 m                | 0,34 ha           | 1,5 m            |                                                                         |
| Ptujsko jezero                                           | Ptuj                                                                  | 224 m                | 346 ha            | 12 m             | akumulacijsko jezero na Dravi                                           |
| Račevsko jezero (Smrečje jezero)                         | Račeva pri Žireh                                                      | 681 m                | 0,85 ha           | 5,5 m            | izvir reke Račeve                                                       |
| Rački ribniki                                            | Rače                                                                  | 262 m                | 34 ha             | 3 m              | Krajinski park Rački ribniki - Požeg                                    |
| Radehovsko jezero                                        | Radehova                                                              | 240 m                | 28 ha             | 2,2 m            | akumulacijsko/zadrževalnik?                                             |
| Radenska jezera                                          | Radensko polje                                                        | 322 m                | 1 ha              | 4 m              | kraška jezera                                                           |
| Radovensko jezero                                        | Zgornja Radovna                                                       | 690 m                | 0,5 ha            | 3,5 m            |                                                                         |
| Rakiško jezero                                           | Rakitna                                                               | 789 m                | 1,00 ha           | 3 m              | umetno (zajezeno)                                                       |
| Rakitniško jezero                                        | Rakitnica                                                             | 490 m                | 2 ha              | 12 m             |                                                                         |
| Rankovski ribniki                                        | Rankovci                                                              | 198 m                | 3,5 ha            | 6 m              |                                                                         |
| Ratanski ribnik                                          | Ratanska vas                                                          | 228 m                | 2 ha              | 2,5 m            |                                                                         |
| Razborški ribniki                                        | Razbor                                                                | 330 m                | 7 ha              | 3 m              |                                                                         |
| Razkriška jezera                                         | Razkrižje                                                             | 177 m                | 3,5 ha            | 6 m              |                                                                         |
| Rečišče                                                  | Makole                                                                | 255 m                | 0,2 ha            | 2 m              |                                                                         |
| Rečna jezera v Murski šumi                               | Murska šuma                                                           | 159 m                | 5 ha              | 2 m              | mrtvice Mure?                                                           |
| Renški ribnik                                            | Renče                                                                 | 50 m                 | 2,2 ha            | 1,5 m            |                                                                         |
| Resa (ribnik)                                            | Krško                                                                 | 166 m                | 1 ha              | 2 m              |                                                                         |
| Ribnik Jernejček                                         | Zbelovo                                                               | 275 m                | 2,2 ha            | 3 m              |                                                                         |
| Ribnik Krčevina                                          | Maribor                                                               | 310 m                | 0,63 ha           | 1,7 m            |                                                                         |
| Ribnik Liboje                                            |                                                                       |                      |                   |                  |                                                                         |
| Ribnik Loka                                              | Sevnica                                                               | 310 m                | 1,2 ha            | 2,5 m            |                                                                         |
| Ribnik Plastenka                                         | Radomlje                                                              | 327 m                | 0,8 ha            | 6 m              |                                                                         |
| Ribnik Povodje                                           | Povodje                                                               |                      |                   |                  | umetna j./ribogojnica                                                   |
| Ribnik Reš                                               | Zgornja Vižinga                                                       | 370 m                | 5 ha              | 2,5 m            |                                                                         |
| Ribnik Taškal                                            | Dokležovje                                                            | 184 m                | 1,5 ha            | 5 m              |                                                                         |
| Ribnik Vodranec (Dobovski ribnik)                        | Dobovo                                                                | 180 m                | 0,7 ha            | 1,5 m            |                                                                         |
| Ribnika Črnelo                                           | Radomlje                                                              | 327 m                | 2,4 ha            | 3 m              |                                                                         |
| Ribniki Mačkovci (Ribniki pri Brestanici)                | Brestanica                                                            | 240 m                | 6 ha              | 4,5 m            |                                                                         |
| Ribnik Pri Lisjaku                                       |                                                                       |                      |                   |                  |                                                                         |
| Ribniki v dolini Drage                                   | Draga                                                                 | 295 m                | 9 ha              | 4 m              | umetni (pregradni/zajezeni) ribniki                                     |
| Ribniško jezerje (Ribniško jezero)                       | Ribniški vrh (Jezerski vrh, Pohorje)                                  | ~1450-1500 m         | 0,5 ha            | 1 m              | visoko šotno barje                                                      |
| Rogozniško jezero                                        | Rogoznica                                                             | 224 m                | 2,8 ha            | 3 m              |                                                                         |
| Rožengruntski ribniki                                    | Rožengrunt                                                            | 340 m                | 1,5 ha            | 1 m              |                                                                         |
| Rudniško jezero (Kočevsko jezero)                        | Kočevsko polje                                                        | 464 m                | 39 ha             | 70 m             | rudniško/rudarsko jezero                                                |
| Rupa (jezero)                                            | Ponikve                                                               | 350 m                | 0,12 ha           | 2 m              |                                                                         |
| Savinjski gaj (jezero)                                   | Mozirje                                                               | 340 m                | 0,4 ha            | 1,5 m            |                                                                         |
| Saviška jamska jezera                                    | Slap Savica                                                           | 710 m                | 0,1 ha            | 4 m              | podzemska/jamska??                                                      |
| Savsko jezero/Savski ribnik                              | Savci                                                                 | 221 m                | 14,4 ha           | 3,6 m            |                                                                         |
| Selniški ribnik                                          | Selnica ob Muri                                                       | 320 m                | 0,2 ha            | 1,5 m            |                                                                         |
| Sevniški ribnik                                          | Sevnica                                                               | 195 m                | 0,5 ha            | 2 m              |                                                                         |
| Sinjegoriški ribnik                                      | Sinja Gorica                                                          | 298 m                | 0,25 ha           | 3 m              |                                                                         |
| Slamnjaški ribniki                                       | Slamnjak                                                              | 300 m                | 1,2 ha            | 2 m              |                                                                         |
| Slemensko jezero                                         | Sleme                                                                 | 790 m                | 0,45 ha           | 2 m              |                                                                         |
| Slivniško jezero                                         | Gorica pri Slivnici                                                   | 295 m                | 84 ha             | 14,5 m           | umetno - industrijsko jezero                                            |
| Snežniški jezeri                                         | Kozarišče/Grad Snežnik                                                | 581/589 m            | 0,5 ha            | 2 m              | zajezena in povezana ribnika                                            |
| Soboško jezero/Kamenšnica                                | Murska Sobota                                                         | 190 m                | 65 ha             | 13 m             | umetno - gramoznica                                                     |
| Solinarska jezera                                        | Sečovlje                                                              | 1 m                  | 100 ha            | 0,5 m            |                                                                         |
| Solkansko jezero                                         | Solkan                                                                | 98 m                 | 8 ha              | 18 m             | akumulacijsko jezero na Soči                                            |
| Starovaško jezero                                        | Dobje                                                                 | 345 m                | 2,3 ha            | 3 m              |                                                                         |
| Strahomerski ribnik                                      | Strahomer                                                             | 315 m                | 2 ha              | 1,6 m            |                                                                         |
| Strmolsko jezero                                         | grad Strmol                                                           | 403 m                | 0,25 ha           | 4 m              | umetno /zajezeno                                                        |
| Šentlovrenški ribnik                                     | Rogla                                                                 | 1.360 m              | 1,2 ha            | 1,9 m            |                                                                         |
| Škalsko jezero                                           | Velenje                                                               | 373 m                | 16,5 ha           | 18,2 m           | rudarsko jezero                                                         |
| Škocjanski zatok                                         | Koper                                                                 | 1 m                  | 120 ha            | 1 m              | umetno mokrišče - (mešan morsko-sladkovodni) zatok                      |
| Škorčevi ribniki                                         | Požeg                                                                 | 262 m                | 36 ha             | 6 m              |                                                                         |
| Šmartinsko jezero                                        | Celjska kotlina                                                       | 285 m                | 107 ha            | 7 m              | umetno/akumulacijsko jezero (zadrževalnik)                              |
| Ribnik Šmartno pod...                                    | Šmartno pod Šmarno goro                                               |                      |                   |                  |                                                                         |
| Šobčev Bajer                                             | Bled                                                                  | 504 m                | 2,6 ha            | 3 m              | umetni/zajezen bajer?                                                   |
| Štatenberški ribniki                                     | Štatenberg                                                            | 320 m                | 4 ha              | 3 m              | umetni ...                                                              |
| Štritovsko jezero                                        | Štrit                                                                 | 180 m                | 0,5 ha            | 2,5 m            |                                                                         |
| Šturmovsko jezero                                        | Spodnji Šturmovci                                                     | 216 m                | 3 ha              | 2 m              |                                                                         |
| Teharsko jezero                                          | Vrhe                                                                  | 266 m                | 15 ha             | 1,5 m            |                                                                         |
| Terglavov ribnik                                         | Tabor ?                                                               | 324 m                | 0,06 ha           | 1 m              |                                                                         |
| Tiho jezero (Falski ribnik)                              | Pohorje                                                               |                      |                   |                  |                                                                         |
| Tivolski ribnik                                          | Tivoli, Ljubljana                                                     | 298 m                | 0,46 ha           | 1,2 m            | umetni mestni (parkovni) ribnik                                         |
| Trbojsko jezero                                          | Mavčiče                                                               | 361 m                | 100 ha            | 17 m             |                                                                         |
| Trbonjsko jezero                                         | Dravče                                                                | 372 m                | 5,4 ha            | 8 m              |                                                                         |
| Trboveljski ribnik                                       | Trbovlje                                                              | 287 m                | 0,5 ha            | 1,8 m            |                                                                         |
| Triglavska jezera (Sedmera jezera)                       | Triglavski narodni park/Dolina Triglavskih jezer                      | 1319-1993 m          | 6,76 ha           | 14 m             | visokogorska jezera                                                     |
| Trije ribniki                                            | Maribor                                                               | 310 m                | 2,9 ha            | 3 m              | umetna (parkovna?) jezera                                               |
| Trojiško jezero                                          | Sveta Trojica v Slovenskih goricah                                    | 240 m                | 44 ha             | 5,5 m            | umetno/akumulacijsko jezero (zadrževalnik)                              |
| Trževski ribnik                                          | Tržec                                                                 | 222 m                | 6 ha              | 4 m              |                                                                         |
| Turistično jezero                                        | Velenje (ločeno od Velenjskega jezera)                                | 269 m                | 2,5 ha            | 7,7 m            | umetno                                                                  |
| Turniški ribnik                                          | Ptuj                                                                  | 229 m                | 0,5 ha            | 1,8 m            |                                                                         |
| Turniški ribniki                                         | Turnišče                                                              | 172 m                | 2,2 ha            | 6 m              |                                                                         |
| Turnovi ribniki                                          | Račke goše                                                            | 262 m                | 3,5 ha            | 2 m              |                                                                         |
| Valenkov ribnik                                          | Tibolci                                                               | 220 m                | 0,18 ha           | 4 m              |                                                                         |
| Vanganelsko jezero                                       | Koprska brda                                                          | 27 m                 | 2,5 ha            | 17 m             | umetno/akumulacijsko jezero (zadrževalnik)                              |
| Velenjsko jezero                                         | Velenje                                                               | 367 m                | 143,5 ha          | 54,5 m           | rudarsko jezero                                                         |
| Veliko Drskovško jezero                                  | Dolina Pivke                                                          | 561 m                | 16,5 ha           | 3 m              | Pivška presihajoča jezera                                               |
| Velikožabeljski ribnik                                   | Velike Žablje                                                         | 85 m                 | 2,2 ha            | 2 m              |                                                                         |
| Vërki Berek (Bobri)                                      | Dolnja Bistrica                                                       | 170 m                | 4 ha              | 3 m              | m(e)rtvica                                                              |
| Veržejski ribnik                                         | Veržej                                                                | 183 m                | 0,3 ha            | 3 m              |                                                                         |
| Videški ribniki                                          | Videž                                                                 | 290 m                | 4 ha              | 3 m              |                                                                         |
| Viližansko jezero                                        | Viližan                                                               | 15 m                 | 0,6 ha            | 2 m              |                                                                         |
| Virškovi bajerji                                         | Češnjevek                                                             | 410 m                | 4 ha              | 4 m              |                                                                         |
| Viševski bajer                                           | Viševek                                                               | 580 m                | 0,19 ha           | 4 m              |                                                                         |
| Vitoveljsko jezero                                       | Vitovlje                                                              | 250 m                | 2,5 ha            | 1 m              |                                                                         |
| Vodotočnik                                               | Dleskovška planota                                                    | 1.840 m              | 0,18 ha           | 1 m              |                                                                         |
| Vogrsko jezero (zadrževalnik Vogršček)                   | Vogrsko                                                               | 76 m                 | 62 ha             | 30 m             | umetno akumulacijsko jezero (zadrževalnik)                              |
| Volčjedražensko jezero                                   | Volčja Draga                                                          | 60 m                 | 3,5 ha            | 3 m              |                                                                         |
| Vranjevrhovski ribnik                                    | Vranji Vrh                                                            | 340 m                | 0,9 ha            | 1,6 m            |                                                                         |
| Vrbensko jezero                                          | Žalec                                                                 | 254 m                | 13 ha             | 1,6 m            |                                                                         |
| Vrbinski ribniki                                         | Vrbina                                                                | 162 m                | 8 ha              | 7 m              |                                                                         |
| Vrbljanski ribnik                                        | Vrbno                                                                 | 262 m                | 0,5 ha            | 1,5 m            |                                                                         |
| Vrhovsko jezero                                          | Vrhovsko polje                                                        | 210 m                | 20 ha             | 9 m              |                                                                         |
| Vuhreško jezero                                          | hidroelektrarna Vuhred                                                | 335 m                | 241 ha            | 23 m             | akumulacijsko jezero na Dravi                                           |
| Vurberško-Grajenški ribniki                              | Grajenščak                                                            | 340 m                | 2,4 ha            | 2 m              |                                                                         |
| Vuzeniško jezero                                         | Vuzenica                                                              | 350 m                | 196 ha            | 11 m             |                                                                         |
| Zablatno jezerce                                         | Jelovica                                                              | 1.100 m              | 0,5 ha            | 0,5 m            |                                                                         |
| Zabukovniška jezera                                      | Zabukovica                                                            | 325 m                | 1 ha              | 16 m             |                                                                         |
| Zagorski jezeri (Veliko in Malo)                         | Zagorje pri Knežaku                                                   | 565 m                | 5,4 ha            | 4 m              |                                                                         |
| Zaloški ribniki                                          | Zalog, Moravče                                                        | 380 m                | 1,1 ha            | 6 m              |                                                                         |
| Zaton (jezero)                                           | Petanjci                                                              | 197 m                | 0,5 ha            | 1 m              |                                                                         |
| Završniško jezero                                        | Stol, Karavanke                                                       | 640 m                | 2,5 ha            | 10 m             | akumulacijsko (zajezeno) jezero na/v Završnici                          |
| Zbiljsko jezero                                          | Zbilje                                                                | 328,8 m              | 69 ha             | 20 m             | akumulacijsko (zajezeno) jezero na Savi                                 |
| Zelenci (nekdaj Podkoreško jezero)                       | Podkoren                                                              | 850 m                | 14 ha             | 3 m              | talni izvir Save, mokrišče                                              |
| Zeleni gaj                                               | Prevoje                                                               | 332 m                | 0,3 ha            | 1,9 m            |                                                                         |
| Zgornjekonjiški ribniki                                  | Apaško polje                                                          | 228 m                | 6 ha              | 4 m              |                                                                         |
| Zreško jezero                                            | Zreče                                                                 |                      |                   | 8 m              |                                                                         |
| Zrkovski ribnik                                          | Dravsko polje                                                         | 252 m                | 2,6 ha            | 4,5 m            |                                                                         |
| Žabjaško jezero                                          | Žabjak, Ptuj                                                          | 232 m                | 0,5 ha            | 4 m              |                                                                         |
| Želodniški ribnik                                        | Želodnik                                                              | 308 m                | 2,8 ha            | 2 m              |                                                                         |
| Žepovski ribniki                                         | Žepovci                                                               | 224 m                | 1,4 ha            | 2 m              |                                                                         |
| Žovneško jezero                                          | Savinjska dolina                                                      | 297 m                | 42 ha             | 10 m             | umetno zajezeno/akumulacijsko jezero                                    |